# Pidonia chinensis
Pidonia chinensis är en skalbaggsart som beskrevs av Hayashi och Jean François Villiers 1985. Pidonia chinensis ingår i släktet Pidonia och familjen långhorningar. Inga underarter finns listade i Catalogue of Life.